# Пуассон, Симеон Дени
Симео́н Дени́ Пуассо́н (фр. Siméon Denis Poisson; 21 июня 1781, Питивье, Франция — 25 апреля 1840, Со, Франция) — французский математик, механик и физик.
Член Парижской академии наук (1812), иностранный член Лондонского королевского общества (1818), иностранный почётный член Петербургской академии наук (1826).

## Биография

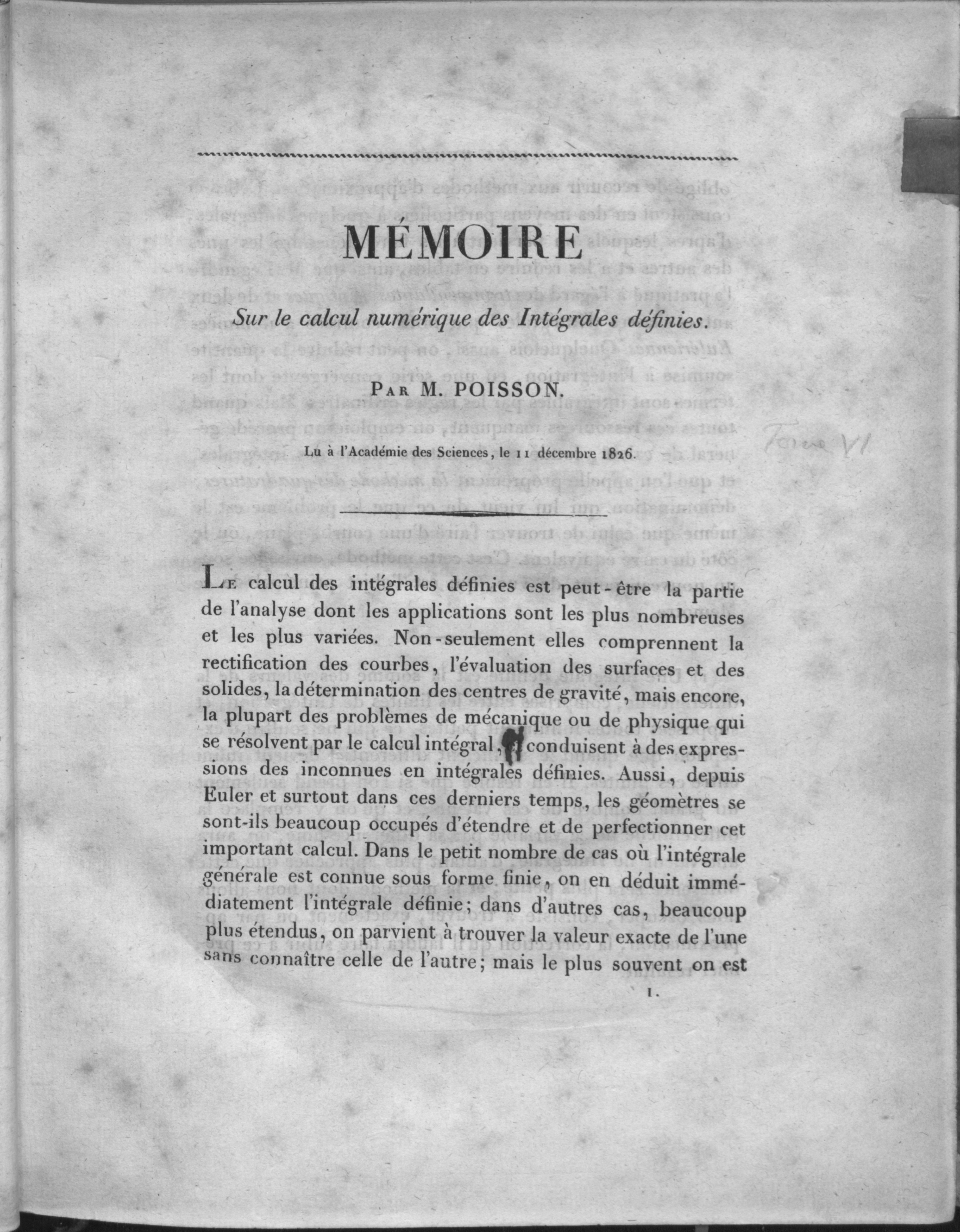
Mémoire sur le calcul numerique des integrales définies, 1826

Отец С. Д. Пуассона, солдат ганноверских войск, дезертировавший вследствие притеснений офицера, занимал незначительную административную должность в городе Питивье (в департаменте Луары). Здесь в 1781 году и родился Симеон Дени Пуассон. Когда сын достиг отроческого возраста, отец сам стал его обучать, предполагая впоследствии направить его по нотариальной части. Однако, не видя, как ему казалось, в сыне способностей к умственному труду, решился отдать его в обучение цирюльнику. Но молодому Пуассону один раз поручено было вскрыть нарыв на руке больного ребёнка, а на следующий же день пациент от этой операции умер, что привело в крайнее отчаяние молодого Пуассона; он наотрез отказался продолжать учение и вернулся к своему отцу.
Тогда началась уже революция, и отец Пуассона успел получить более высокое положение и занял одну из видных должностей в управлении городом. Случилось так, что тетради журнала Политехнической школы попали в руки молодого Пуассона, который стал просматривать их, решать находившиеся там задачи и находить верные решения. После этого отец поместил его в центральную школу, в Фонтенбло. Один из преподавателей, открыв в ученике недюжинные способности, стал заниматься с ним и потом подготовил его к экзамену в Политехническую школу, куда в 1798 году 17-летний Пуассон поступил первым по экзамену.
Спустя некоторое время способности Пуассона проявились при следующем случае. Однажды Пьер Лаплас, спрашивая учеников по небесной механике, задал одному из них объяснить решение какого-то вопроса и к своему удивлению получил ответ, представлявший совершенно новое и изящное решение. Автором его оказался Пуассон. С тех пор Лаплас, Жозеф Луи Лагранж и другие профессора обратили внимание на молодого человека. Уже в 1800 году, когда Пуассону ещё не было и 20 лет, две его статьи: фр. «Mémoire sur l'élimination dans les équations algebriques» (заключавший простое доказательство теоремы Безу) и «Mémoire sur la pluralité des integrales dans le calcul des différences», были помещены в «Recueil des Savants étrangers» и доставили автору почётную известность в учёном мире. В том же году, по окончании курса, он был оставлен репетитором в школе, а в 1802 году назначен адъюнкт-профессором, в 1806 году профессором на место выбывшего Фурье.
В 1812 году Пуассон получил звание астронома в «бюро долгот», в 1816 году, при основании Faculté des Sciences, назначен профессором рациональной механики. В 1820 году был приглашен в члены совета университета, причём ему поручено было высшее наблюдение над преподаванием математики во всех коллежах Франции. При Наполеоне он возведён в бароны, а при Луи-Филиппе был сделан пэром Франции.

## Научная деятельность
Число учёных трудов Пуассона превосходит 300. Они относятся к разным областям чистой математики, математической физики, теоретической и небесной механики. Здесь упомянуты только некоторые из них.
- По небесной и теоретической механике наиболее замечательны: «Sur les inégalités séculaires des moyens mouvements des planètes» («Journal de l'École polytechnique», тетр. 15); в этой статье доказывается с приближением второго порядка устойчивость планетарных движений. В другой статье той же тетради журнала: «Sur la variation des constantes arbitraires dans les questions de mécanique» выводятся так называемые пуассоновы формулы возмущенного движения, и здесь же доказывается так называемая теорема Пуассона, по которой выражение, составленное из двух интегралов уравнений динамики, называемое скобками Пуассона, не зависит от времени, но только от элементов орбит. Далее замечательны: «Sur la libration de la lune» («Connaissance des temps», 1812), «Sur le mouvement de la terre autour son centre de gravité» («Mémoires de l'Académie des sciences», т. 7, 1827).
- По теории притяжения знамениты две статьи о притяжении эллипсоидом: «Sur l’attraction des sphéroides» («Connaissance des temps», 1829 г.), «Sur l’attraction d’un ellipsoide homogène» («Mémoires de l'Académie des sciences», т. 13, 1835 г.) и заметка: «Remarques sur une équation qui se présente dans la théorie des attraction» («Bulletin de la Société philomatique», 1813), в которой выводится известная теперь в теории потенциала формула, выражающая величину дифференциального параметра для внутренней точки.
- В математической физике наиболее плодотворными оказались статьи по электростатике и магнетизму, в особенности последние, послужившие основанием теории временного намагничивания. Это суть: «Deux mémoires sur la théorie du magnetisme» («Mémoires de l'Académie des sciences», т. 5, 1821—22 гг.), «Mém. sur la théorie du magnetisme en mouvement» (там же, т. 6, 1823 г.).
- Далее известны и важны статьи его по теории упругости и гидромеханике, например «Mémoire sur les équations générales de l’equilibre et du mouvement des corps solides élastiques et des fluides» («Journal de l'École polytechnique», тетр. 20), «Note sur le problème des ondes» («Mémoires de l'Académie des sciences», т. 8, 1829 г.).
- По чистой математике наиболее существенны и замечательны статьи по определённым интегралам: «Sur les intégrales definies» («Journal de l'École polytechnique», тетр. 16, 17, 18), относительно формулы Фурье (там же, тетр. 18, 19) и «Mémoire sur l’intégration des équations linéaires aux différences partielles» (тетр. 19). Большие по объёму сочинения, как то: классическая «Traité de mécanique», «Théorie de l’action capillaire», «Théorie mathématique de la chaleur», своей известностью сами говорят за себя.

Вообще потребовалось бы много места для перечисления заслуг Пуассона. Полный список его трудов, им самим составленный, приложен к его биографии, написанной Д. Ф. Араго. Довольно полный список находится также в «Bibl.-Liter. Handwörterbuch» Поггендорфа (т. II).
Наиболее известными его учениками были П. Дирихле, Ж. Лиувилль и М. Шаль.

## Память
- Пуассону воздвигнут монумент в Питивье.
- В 1935 году Международный астрономический союз присвоил имя Пуассона кратеру на видимой стороне Луны.